# East Ham
East Ham este o suburbie din cadrul regiunii Londra Mare, Anglia, situată în estul aglomerației londoneze. East Ham aparține din punct de vedere administrativ de burgul londonez Newham. 